# Пожевской завод
Пожевско́й (По́жвинский, По́жевский) машинострои́тельный заво́д — предприятие по производству противопожарной техники, функционировавшее в посёлке Пожва до 2013 года. Машиностроительный завод стал преемником существовавшего с 1753 по 1922 год медеплавильного, чугуноплавильного и железоделательного завода, территория которого в 1954 году была затоплена Камским водохранилищем.

## История

### Пожевской железоделательный завод

#### XVIII век
В сентябре 1753 года Н. Г. Строганов подал в Канцелярию Главного правления Сибирских и Казанских заводов заявку на строительство чугуноплавильного и железоделательного завода на Пожве. Место было выбрано в 120 км к северу от Перми на вотчинных землях Строгановых. Разрешение на строительство было получено в марте 1754 года. В марте 1756 года основное строительство было завершено, завод был запущен в эксплуатацию в составе одной домны, двух молотовых фабрик с четырьмя расковочными молотами и дощатой фабрики с 2 молотами. За заводом были закреплены рудники по берегам Талицы, Чикмана, Косьвы, Вильвы, Мутной и лесные угодья в радиусе 20 вёрст от завода. Заводская плотина имела ширину у основания 74,6 м, в верхней части 42,6 м. В 1806—1816 годах плотина была реконструирована, её высота была доведена до 10,6 м, а длина достигла 1320 м, что сделало её самой длинной среди плотин горных заводов Урала.
В том же 1756 году были построены кузнечная фабрика и кузница. В 1760 году Пожевской завод выплавил 40,1 тыс. пудов чугуна и выковал 20,5 тыс. пудов железа. Бурые железняки доставлялись по воде за 200—350 км. В марте 1756 года Н. Г. Строганов обратился в Канцелярию с заявкой на постройку на Пожевском заводе трёх медеплавильных печей. Разрешение было получено в мае того же года, а 2 июля 1758 года была произведена первая плавка меди. Медные руды добывались в окрестностях завода, а наибольший их объём доставлялся с Романовских рудников на Яйве. По итогам 1758 года завод выплавил 600 пудов меди, а в 1759 году был достигнут объём выплавки в 1,7 тыс. пудов меди.
Во 2-й половине XVIII века предприятие несколько раз меняло владельцев. В 1763 году завод по наследству перешёл С. Н. Строганову, а в 1773 году его вдова Н. М. Строганова продала предприятие В. А. Всеволожскому. В январе 1774 года Всеволожский продал 3/4 завода с рудниками и приисками М. М. Походяшину, от которого он в 1781 году перешёл по наследству к сыновьям Григорию и Николаю Максимовичам Походяшиным. Но в 1789 году сделка по продаже части завода была аннулирована, как противоречащая указу от 8 августа 1762 года о запрещении дробить заводские имения, поэтому Пожевской завод вернулся в собственность Всеволожских.
В 1770-х годах годовые объёмы производства чугуна достигли 90 тыс. пудов и более, в 1780-е — 1790-е годах — превысили 100 тыс. пудов. В этот же период на заводе строились новые фабрики и агрегаты. В 1773 году была запущена фабрика с 4 горнами для производства лужёного железа, в 1787 году — плющильная фабрика, производившая полосовое и толстолистовое железо. В 1791 года была запущена проволочная фабрика, в 1794 году — вторая доменная печь. Объёмы выплавки меди в этот период, напротив, постоянно сокращались. Максимальный объём выплавки меди в 1743 пуда был достигнут в 1766 году. В следующие годы объёмы не превышали 200—300 пудов. К середине 1780-х годов запасы медных руд на 26 собственных месторождениях медистых песчаников были исчерпаны. С 1785 года руду начали поставлять с Верхотурских рудников, что сделало производство меди практически нерентабельным. В 1786 году производство меди было прекращено.
В 1796 году завод стал собственностью Всеволода Андреевича Всеволожского, племянника Всеволода Алексеевича, который продолжил его реконструкцию. В 1797—1802 годах из-за накопившихся долгов заводское имение находилось под казённой опекой. В 1798 году была построена катальная фабрика с 1 прокатным станом, также была создана судоходная система, соединившая заводскую площадку с Камой. Для этого были сооружены дополнительные плотины и шлюзы. В устье Пожвы был построен однокамерный шлюз, а в 3 км выше по течению было организовано водохранилище для регулирования уровня воды. Также была построена третья плотина с однокамерным шлюзом и рабочим прорезом.
В том же году в 7 км выше по течению Пожвы была построена ещё одна плотина и при ней вспомогательный Елизавето-Пожевской завод, занимавшийся только переделом чугуна. В 1807 году была построена новая вододействующая катальная фабрика с 6 станами для прокатки толстолистового железа, в 1809 году была построена новая молотовая фабрика, в которую было перемещено прежних 5 молотовых фабрик.

#### XIX век
В 1810-х годах на заводе проводилась реконструкция по проекту архитектора П. Д. Шрётера, утверждённому в 1811 году. В 1813 году были запущены новая доменная печь, размерами превосходившая уральские и западноевропейские домны и оборудованная цилиндрическими чугунными мехами, а также литейный цех. В 1816 году была построена механическая мастерская. В 1821 году был построен двухэтажный корпус, на первом этаже которого разместили кузнечный цех, на втором — модельную мастерскую. В 1808—1814 годах на заводе были запущены в действие первые паровые машины. К 1818 году на механической обработке работали 74 станка, к 1824 году количество оборудования возросло до 90 единиц. Впоследствии, в первой половине XIX века, большая часть заводских корпусов в Пожве строилась по проектам архитекторов А. Д. Вяткина и Л. С. Мальцева.
В начале XIX века объём выплавки чугуна снизился со 102,8 тыс. пудов в 1807 году до 86 тыс. пудов в 1834 году. Производство железа, напротив, в тот же период возросло с 60,1 тыс. пудов до 85,8 тыс. пудов. После запуска Елизавето-Пожевского, Александровского, Всеволодо-Вильвенского, Никитинского и Мариинского заводов Пожевской завод стал центром Пожевского горного округа.
С 1836 года Пожевские заводы по наследству перешли во владение сыновей Всеволода Андреевича — Александра и Никиты Всеволожских. К тому времени за имением накопилась около 3,5 млн рублей долгов, в результате чего над ним временно было установлено попечительство, а долги рабочим из личных средств выплатил В. А. Глинка. В 1849 году по разделу между Александром и Никитой Пожевской завод вместе с Южно-Заозёрской дачей, Елизавето-Пожевским и Всеволодовильвенским заводами перешёл во владение Александр Всеволодовича Всеволожского.
В 1845 году на заводе функционировали 2 домны, кричная фабрика с 25 горнами и 25 молотами, вагранка, использовавшаяся для отливки мелких вещей, 2 сварочные печи для сварки железных обрезков, 10 листокатальных машин, мех. заведение, кузницы (каждая — до 50 горнов), столярная и меховая мастерские. Станки в механической мастерской имели привод от паровой машины. Угольные курени в этот период располагались в 15—27 верстах от завода.
К началу 1850-х годов на заводе было освоено пудлингование. В 1851 году действовали 2 доменные, 3 ваграночные, 7 пудлинговых печей и 2 пудлинговых молота. В 1851 году было выплавлено 163,9 тыс. пудов чугуна и произведено 278 тыс. пудов железа (часть железа производилась из привозного чугуна). В этот период кричная фабрика Пожевского завода с 32 горнами и 23 молотами была крупнейшей среди горных заводов Урала. В 1860 году объём производства железа составлял 180 тыс. пудов. В 1864 году завод перешёл в совместное владение многочисленных наследников А. В. Всеволожского, которые не инвестировали средства в обновление оборудования, продали часть каменноугольных копей и лесных участков, что привело к проблемам в обеспечении рудой и топливом доменных печей.
В 1867 году выплавка чугуна на заводе прекратилась, единственной специализацией осталось производство сортового железа. В 1870 году было произведено 74,7 тыс. пудов железа, в 1880 году — 88,8 тыс. пудов, в 1890 году совместно с Елизавето-Пожевским было произведено 156,3 тыс. пудов железа. За двумя заводами в этом же году числилось 109,7 тыс. десятин земли, в том числе 75,7 тыс. десятин леса. Железо сбывалось в основном на Нижегородской ярмарке, куда доставлялось по Каме и Волге.

##### Освоение новой техники и технологий
В начале XIX века Пожевской завод стал своеобразной лабораторией по освоению новой техники и технологий. В январе 1811 года французский механик Ж.-Б. Пуадебард построил на заводе мастерскую, где в марте того же года создал судно с конным приводом. Впоследствии коноводки получили широкое распространение на Волге и Каме. П. Г. Соболевский, работавший на Пожевском заводе по приглашению Всеволжского в 1815—1817 годах, создал 3 паровых машины и 2 парохода, ставшие первыми, построенными на Урале. Также в 1814—1816 годах Соболевский проводил на заводе опыты по пудлингованию. В 1821 году на заводе был построен пароход «Всеволод».
Британский механик П. Э. Тет, работавший в Пожве в 1828—1835 годах, изготовил в 1829 году действующую модель паровоза, в 1830 году — вторую модель, которая была больше первой. Его брат Э. Э. Тет к январю 1839 года построил паровоз «Пермяк», ставший третьим по счёту созданным в России (после паровозов Черепановых) и первым для широкой колеи. В том же году «Пермяк» был отмечен золотой медалью на промышленной выставке в Санкт-Петербурге. Под руководством П. Г. Соболевского в 1816 году на Пожевском заводе была запущена первая в России система газового освещения производственных помещений. Всеми работами по изготовлению приборов и установкой оборудования руководил мастер и помощник Соболевского П. К. Казанцев.
Всего с 1811 по 1861 год в механическом цехе Пожевского завода было изготовлено около 40 паровых машин, станков и агрегатов.

#### XX век
В начале XX века энергетическое хозяйство завода состояло из 10 водяных колёс общей мощностью в 300 л. с., 5 турбин общей мощностью в 250 л. с., 4 паровых машин общей мощностью в 140 л. с. В этот же период проводились первые опыты по использованию антрацита в доменной плавке. В 1899 году Пожевской и Елизавето-Пожевской заводы произвели суммарно 345 тыс. пудов железа. В 1900 году завод в составе Пожевского округа был продан князю С. Е. Львову. Чугун и сталь для переработки поставлялись с Гороблагодатских заводов, что позволило поддержать уровень производства металла. В 1904 году Пожевской и Елизавето-Пожевской заводы суммарно изготовили около 506 тыс. пудов железа. В октябре 1905 года на Пожевском заводе произошла забастовка, закончившаяся победой рабочих.
В 1911 году было начато строительство мартеновской печи, запущенной в 1914 году, и восстановление давно остановленной домны, оборудование для которой было заказано на Воткинском заводе. Намерения С. Е. Львова провести реконструкцию заводского хозяйства были несостоятельными из-за нехватки средств. Неудачной оказалась также его попытка привлечь деньги за счёт акционирования горного округа в 1912 году.
26 мая 1918 года Пожевской завод был национализирован, после гражданской войны оказался в плачевном состоянии и в 1922 году законсервирован. В 1928 году на территории завода было организовано производство прессов и лесопильных рам, в 1929 году завод вновь законсервировали. В 1939 году возобновилось производство оборудования для лесозаготовок.

### Пожвинский судомеханический завод
С учётом грядущего затопления территорий 4 марта 1952 года Министерством лесной промышленности СССР был издан приказ № 127 «О переносе Пожвинского машиностроительного завода из зоны затопления». В этот же период было утверждено задание на проектирование Пожвинского судомеханического завода. Площадка была выбрана на возвышенности в 2 км ниже по течению Пожвы, где ранее располагался вспомогательный Мариинский железоделательный завод. В 1954 году начался демонтаж зданий и оборудования, завершившийся весной 1956 года. В августе 1958 года Пожвинский судомеханический завод был запущен в эксплуатацию. С 1960 по 1970 годы завод вновь производил агрегаты для лесозаготовки.
В феврале 1966 года предприятие было переименовано в Пожвинский завод «Лесосплавмаш». Завод выпускал катера, пожарные машины, краны, лесную технику и комплектующие к ним. В 1980 году на заводе работали 1200 человек.

### Пожвинский машиностроительный завод
В ноябре 1992 года завод предприятие было акционировано с образованием ОАО «Пожвинский машиностроительный завод». С 1998 года на заводе была организована переработка леса и выпуск кухонной и мягкой. В 2005 году завод вошёл в состав Урало-Сибирской пожарно-технической компании и начал производить сборку пожарной техники. В этот период штат завода составляли 200—240 человек. В 2013 году предприятие обанкротилось.

## Памятники
По состоянию на 2011 год сохранившаяся плотина Пожевского завода, корпус доменного цеха, Свято-Троицкий храм и усадьба заводовладельца с парком входили в число памятников культурного наследия Пермского края. Усадьба сгорела в 2013 году.